# スウィートハーツ (キャンディ)

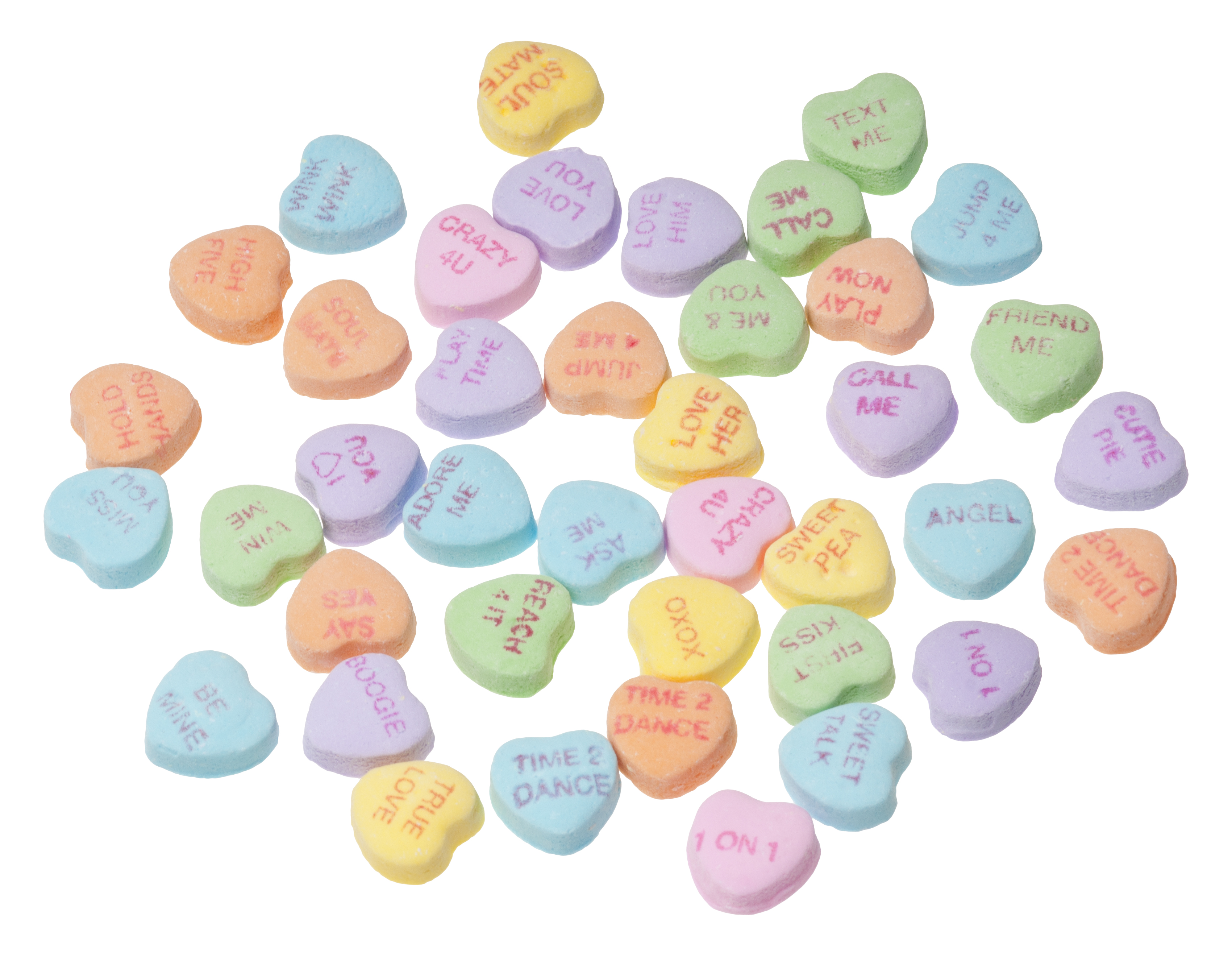
スウィートハーツ

スウィートハーツ（Sweethearts）は、小さなハート型の砂糖菓子であり、アメリカ合衆国において特にバレンタインデーの前後に販売される。それぞれに、"Be Mine"（私のものになって）、"Kiss Me"（キスして）、"Call Me"（私に電話して）、"Miss You"（あなたがいないと寂しい）などの様々なメッセージがプリントされている。
スターク・キャンディ・カンパニーが製造販売を始め、1988年に同社を買収したネッコ(New England Confectionery Company)が引き続き販売を行った。ネッコ社は年間80億個を製造していた。ネッコ社の破綻に伴い、2018年以降はスパングラー・キャンディ・カンパニーが販売している。ブラークスの"Conversation Heart"など、類似の製品が他社からも販売されており、イギリスにもラブハーツ(Love Hearts)という名前の類似の製品がある。

## 歴史
1847年、オリバー・R・チェイス(Oliver R. Chase)が、今日のネッコ・ウェハースに似た砂糖菓子の製造を始めた。当時は、格言が書かれた紙がパッケージに封入されていた。オリバーの兄弟のダニエル・チェイスは、菓子の表面に、食紅でスタンプのようにメッセージをプリントする機械を発明し、1866年からこの菓子に様々な格言をプリントして販売を始めた。特に結婚に関連する格言が多かったことから、この菓子は結婚式の参列者への贈り物としてよく使われた。ハート型の菓子は1901年から販売された。当時はハート型以外にも野球ボール、蹄鉄、時計など、様々な形のものが作られていた。

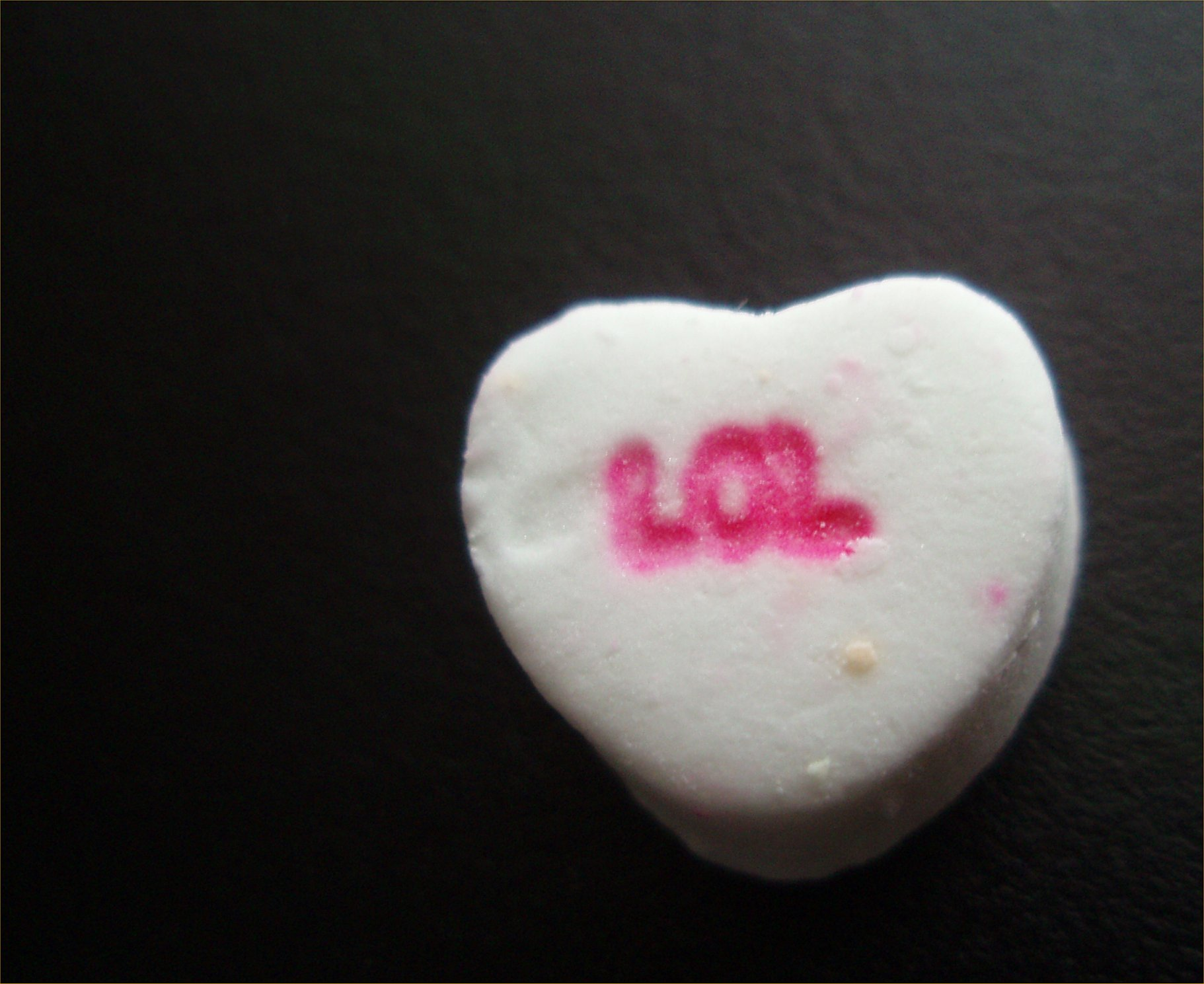
"LOL"とプリントされたスウィートハーツ

1990年代、ネッコ社のヴァイスプレジデントのウォルター・マーシャルは、古臭い文言を更新して新しいものにしようと考えた。この際に登場した"Fax Me"は注目を集め、ネッコ社には、新しい文言の提案が毎年数百件も寄せられるようになった。文言は、アメリカの若い世代の志向に合わせて改訂され続けている。
ネッコ社ではスウィートハーツを一年中製造販売しているが、9月から、パッケージや菓子の色を、バレンタインデー向きのものに変えている。
2010年、それまでのパステルカラーから鮮やかな色に変え、新しい味を追加した。しかし、これらは一部のファンからは不評だった。
2018年、ネッコ社は破産した。工場は閉鎖され、同社が保有する商品のブランドは売却された。スウィートハーツの権利はスパングラー・キャンディ・カンパニーが購入した。スパングラー社は、ネッコ社のスウィートハーツの製造設備を自社工場に移設したが、2019年のバレンタインデーには間に合わなかった。2020年、スパングラー社によりスウィートハーツが復活し、味も2010年の変更前のものに戻された。しかし、製造施設の問題で、印刷できる文言の種類が減っていた。
2022年2月14日、「バレンタインデー」がTwitterトレンドで1位になり、そのサムネイルの画像にスウィートハーツが使用された。しかし、販売されていない日本ではスウィートハーツになじみがなく、その見た目が違法薬物のMDMAに似ていることから話題となり、日本のTwitterトレンドに「MDMA」がランクインした。